# Alfa Lum
La Alfa Lum è stata una squadra maschile sammarinese di ciclismo su strada, attiva nel professionismo dal 1982 al 1990.
Sponsorizzata per diversi anni dall'azienda di serramenti Alfa Lum, ebbe sempre come dirigente di riferimento Primo Franchini. La divisa della squadra fu caratterizzata prima da una maglia biancazzurra, poi da una verde (nel 1988) e infine, nel periodo "sovietico", da una a strisce orizzontali bianche e rosse.

## Storia

### Gli esordi e gli anni dell'affermazione
La squadra fu creata nel 1982 grazie all'ingresso nel mondo del ciclismo di Alfa Lum, azienda sammarinese produttrice di serramenti. Originariamente era un modesto team composto principalmente da atleti italiani più l'australiano Michael Wilson e lo svedese Anders Adamsson, diretto però da un ds esperto, Primo Franchini, già alla guida della Magniflex-Torpado dal 1974 al 1978 e della Mobili San Giacomo nel biennio 1979-1980.
Nel 1983, con l'arrivo della casa costruttrice di biciclette Olmo come co-sponsor (a rilevare Guerciotti), la squadra ingaggiò lo spagnolo Marino Lejarreta, già vincitore della Vuelta a España dell'anno prima. In quel 1983 Lejarreta, che aveva portato anche suo fratello Ismael nella squadra, concluse secondo alla Vuelta, in un'edizione caratterizzata dai cinque successi di tappa per l'Alfa Lum (tre per Lejarreta e uno a testa per Giuseppe Petito e Michael Wilson); nel 1984 lo stesso Lejarreta terminò al quarto posto il Giro d'Italia, vincendo anche la tappa di Selva di Val Gardena. Tra il 1983 e il 1984 la squadra ingaggiò altri corridori del calibro di Giuseppe Martinelli, Orlando Maini e Marino Amadori, che però (eccetto Maini alla Vuelta 1984) non colsero successi. Per il 1985 la vicentina Alpilatte subentrò come primo sponsor: in stagione spicca la vittoria di Maini a Jesi al Giro d'Italia, accompagnata dalla top 10 finale nella stessa "Corsa rosa" di Lejarreta e Wilson (quinto e ottavo posto rispettivamente).
Nel 1986 nuovo main sponsor divenne Ecoflam, produttore trevigiano di bruciatori; in squadra arrivò per quell'anno Franco Chioccioli, che subito si distinse vincendo una tappa al Giro d'Italia e una al Tour de Suisse. Nel 1987 passò invece professionista nel team, ancora sotto denominazione Ecoflam, il promettente ventiduenne Maurizio Fondriest. Con l'addio di Ecoflam, a partire dal 1988 Alfa Lum (già sponsor minore nel biennio 1985-1986) ripropose importanti finanziamenti, in collaborazione con lo storico marchio di biciclette Legnano (da cui la maglia verde vestita in stagione). La stella nascente della squadra, composta da atleti italiani più il sammarinese Silvio Zonzini, era proprio il giovane Fondriest, che non deluse le aspettative e vinse i Campionati del mondo in Belgio (anche se con la maglia della Nazionale), ma anche tappe alla Tirreno-Adriatico, al Tour de Suisse e il Gran Premio Industria e Commercio di Prato.

### L'arrivo dei sovietici e la chiusura
Alla fine della stagione 1988 Fondriest e gli altri italiani (e la Legnano) abbandonarono la squadra, che dovette rifondarsi completamente per il 1989, sempre però sotto la direzione di Primo Franchini. Grazie anche al contributo di Colnago (nuovo fornitore dei telai) e dell'Armata Rossa, in un'operazione curata da una società del Liechtenstein, vennero ingaggiati a sorpresa quindici atleti dall'Unione Sovietica, tra i quali Sergej Suchoručenkov, campione olimpico nel 1980, Dmitrij Konyšev, vincitore del Giro d'Italia dilettanti nel 1988, Andrei Tchmil, Pëtr Ugrjumov, Djamolidine Abdoujaparov, Viktor Klimov, Volodymyr Pulnikov ed Ivan Ivanov. Si trattò del primo storico gruppo di ciclisti professionisti sovietici, in una fase di progressiva apertura dei sovietici allo sport professionistico occidentale. La squadra sammarinese (divenuta per intero sovietica) stupì il panorama ciclistico nel biennio 1989-1990: Klimov vestì per cinque giorni la maglia di leader nella Vuelta a España 1990, Pulnikov chiuse il Giro d'Italia dello stesso anno al quarto posto, Konyšev arrivò secondo ai Campionati del mondo tenutisi nel 1989 in Francia, i primi in assoluto con (almeno tra i pro) partecipazione sovietica.
Nonostante i risultati, alla fine del 1990 Alfa Lum abbandonò però definitivamente la sponsorizzazione ciclistica e il team si sciolse. La maggior parte dei corridori si trasferì in altre squadre occidentali, ottenendo negli anni seguenti notevoli risultati. Abdoujaparov conquistò per tre volte la classifica a punti al Tour de France, Ugrjumov arrivò secondo al Giro d'Italia 1993 e al Tour de France 1994, dove vinse anche due tappe consecutive. Konyšev e Tchmil si specializzarono invece nelle corse di un giorno e quest'ultimo vinse la Parigi-Roubaix 1994, la Milano-Sanremo 1999 e il Giro delle Fiandre 2000.

## Cronistoria

### Annuario
| Anno | Codice | Nome                                        | Cat. | Biciclette | Dirigenza                                                                       |
| ---- | ------ | ------------------------------------------- | ---- | ---------- | ------------------------------------------------------------------------------- |
| 1982 | -      | Alfa Lum-Sauber                             | Pro  | Guerciotti | Dir. sportivi: Primo Franchini                                                  |
| 1983 | -      | Alfa Lum-Olmo                               | Pro  | Olmo       | Dir. sportivi: Primo Franchini                                                  |
| 1984 | -      | Alfa Lum-Olmo                               | Pro  | Olmo       | Dir. sportivi: Primo Franchini                                                  |
| 1985 | -      | Alpilatte-Olmo-Cierre                       | Pro  | Olmo       | Dir. sportivi: Primo Franchini                                                  |
| 1986 | -      | Ecoflam-Jollyscarpe-BFB Bruciatori-Alfa Lum | Pro  | Basso      | Dir. sportivi: Primo Franchini, Giuseppe Martinelli                             |
| 1987 | -      | Ecoflam-BFB Bruciatori-Mareco-Alfa Lum      | Pro  | Pinarello  | Dir. sportivi: Primo Franchini, Giuseppe Martinelli                             |
| 1988 | -      | Alfa Lum-Legnano-Ecoflam                    | Pro  | Legnano    | Dir. sportivi: Primo Franchini                                                  |
| 1989 | -      | Alfa Lum-STM                                | Pro  | Colnago    | Manager: Primo Franchini, Vladimir Braude, Nikolaj Morozov                      |
| 1990 | -      | Alfa Lum                                    | Pro  | Colnago    | Manager: Primo Franchini, Vladimir Braude, Nikolaj Morozov, Alberto Cappelletti |

## Palmarès

### Grandi Giri
- Giro d'Italia

Partecipazioni: 9 (1982, 1983, 1984, 1985, 1986, 1987, 1988, 1989, 1990)
Vittorie di tappa: 5
1982: 1 (Michael Wilson)
1984: 1 (Marino Lejarreta)
1985: 1 (Orlando Maini)
1986: 1 (Franco Chioccioli)
1990: 1 (Volodymyr Pulnikov)
Vittorie finali: 0
Altre classifiche: 3
1985: Squadre a tempi
1989: Giovani (Volodymyr Pulnikov)
1990: Giovani (Volodymyr Pulnikov)
- Tour de France

Partecipazioni: 1 (1990)
- Vuelta a España

Partecipazioni: 4 (1983, 1984, 1989, 1990)
Vittorie di tappa: 8
1983: 5 (Petito, 3 Lejarreta, Wilson)
1984: 1 (Orlando Maini)
1989: 1 (Ivan Ivanov)
1990: 1 (Asjat Saitov)
Vittorie finali: 0
Altre classifiche: 2
1983: Punti (Marino Lejarreta)
1990: Sprint (Asjat Saitov)

### Campionati nazionali
- Campionati sovietici su strada: 2

In linea: 1989 (Ivan Ivanov); 1990 (Dmitrij Konyšev)
- Campionati italiani su pista: 3

Keirin: 1987 (Claudio Golinelli)
Velocità: 1986 (Claudio Golinelli)
Mezzofondo: 1987 (Giovanni Renosto)

### Campionati del mondo
- Corsa in linea Professionisti: 1

1988 (Maurizio Fondriest, Italia)